# Potamochoerus porcus
El potamoquero rojo (Potamochoerus porcus) es una especie de mamífero artiodáctilo de la familia Suidae. Es un jabalí salvaje africano que vive en las selvas, humedales y sabanas boscosas en una vasta área que se extiende desde Gambia hasta la cuenca del río Congo.
Estos cerdos comen hierbas, bayas, raíces, insectos, moluscos, pequeños vertebrados y carroña, y son capaces de causar daños a las plantaciones. Por lo general, viven en manadas de entre 6 y 20 miembros dirigidos por un jabalí dominante, con 5 cerdas de crianza y 57 lechones a la vez.

## Descripción
Tiene un llamativo pelaje rojo, con las patas negras y una línea blanca a lo largo de la columna vertebral y mechones en las orejas. Tienen marcas blancas alrededor de los ojos y en las mejillas y mandíbulas; el resto de la boca y la cara son negras. La piel de la mandíbula y los flancos es más larga que en el cuerpo.
Los adultos pesan de 45 a 115 kilogramos y miden de 55 a 80 centímetros de altura, con una longitud de 100 a 145 centímetros. La cola es de 30 a 45 centímetros de largo y los machos son algo mayores que las hembras. Los machos tienen jorobas en ambos lados del hocico y pequeños y afiliados colmillos.

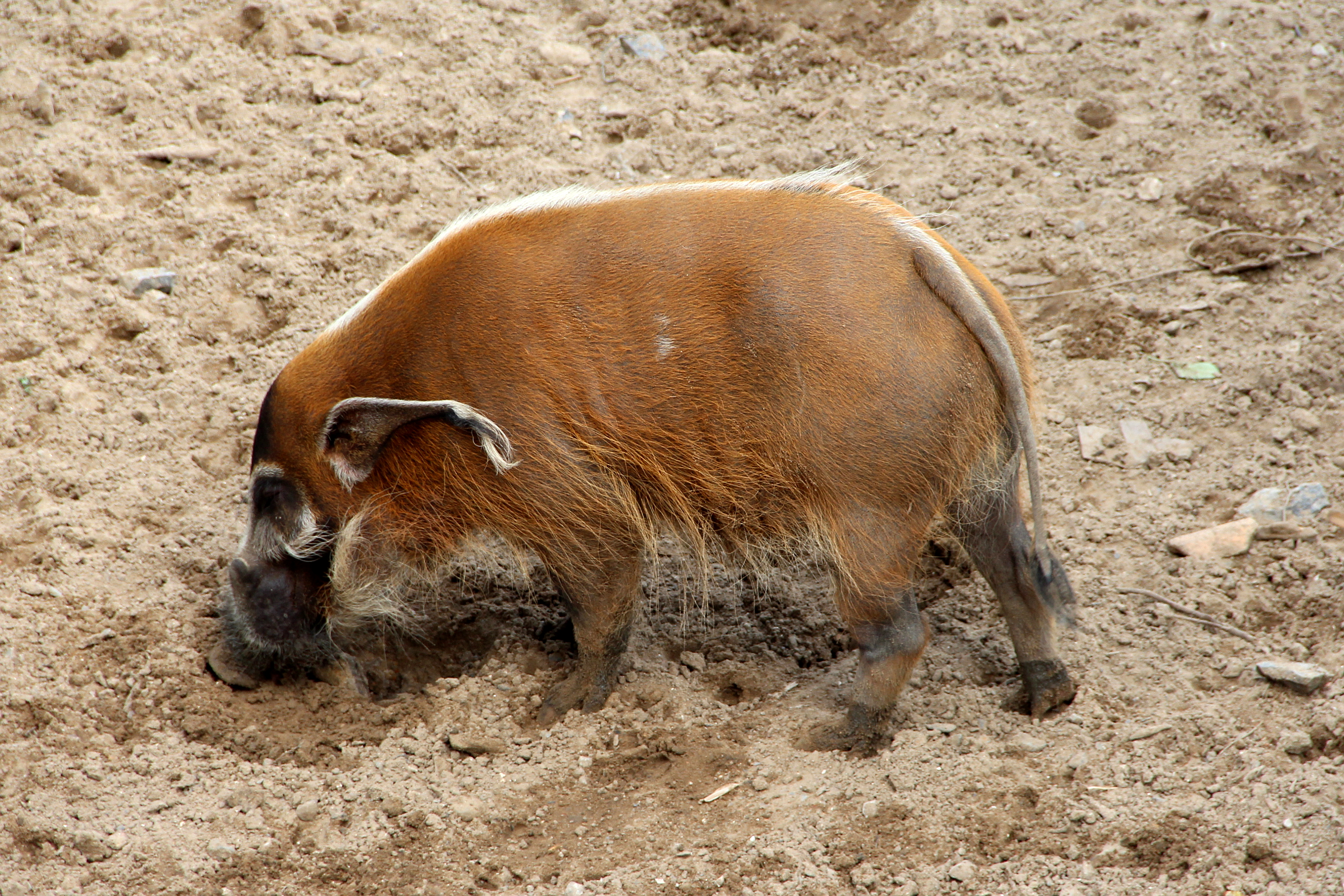
Jabalí de rio.

## Distribución y hábitat
Vive en selvas tropicales, sabanas húmedas, en densos y boscosos valles, y cerca de los ríos, lagos y pantanos. La distribución de la especie se extiende desde el Congo y Gambia, al sur hasta el Kasai y el río Congo. La delimitación exacta de su rango frente a la de P. larvatus no está claro; pero en términos generales, ocupa África occidental y central.